# 蒙蒂塞洛 (密蘇里州)
蒙蒂塞洛（英語：Monticello）是位於美國密蘇里州劉易斯縣的村。此地同時也是劉易斯縣的縣治，為密蘇里州人口最少的縣治。

## 人口
根據2020年美國人口普查的數據，蒙蒂塞洛的面積為0.68平方千米，皆為陸地。當地共有人口104人，而人口密度為每平方千米153人。